# Рум миллет
Рум миллет (Millet-i Rum) е религиозна общност (миллет) в Османската империя, обхващаща източноправославните християни, които имат свои автономни административни учреждения (съдилища, училища, болници и др.), разположени в самостоятелни квартали в градовете в периода XV—XX век.
За целите на администрирането, в Османската империя етноними не се употребяват. Източноправославният рум миллет, т.е. ромейски миллет, е под върховенството на Цариградска патриаршия. Като част от религиозната общност на този миллет, българите наред със сърбите, армъните, част от албанците и други са скрито малцинство до признаването им. Те имали съзнанието, че принадлежат и към някоя етническа общност, но тя не създавала толкова силни чувства на привързаност и лоялност. Въпреки това, под османско владичество етнонимите никога не изчезват напълно, което показва, че някаква форма на етническа идентификация е запазена. Това се вижда от султански ферман от 1680 г., в който са посочени народностите в Балканските страни на империята и това са: гърци (рум), албанци (арнаут), сърби (сърф), власи (ефляк) и българи (булгар).
Освен това в рум миллета съществува нещо като разпределение на професиите по етнически признак: търговците са гърци, българите и сърбите са орачи и копачи, каракачани и власи са пастири, но ако отседнат в градовете, албанците са бозаджии, власите стават механджии и бакали. Балканските търговци из Германия, Австрия, Унгария често са наричани гърци, защото не са латинци. Всъщност много от тях са от български, влашки или албански произход. Пътешественици и изследователи донасят многобройни сведения за промяна на езика вътре в общността. Всяко следващо поколение говори езика на родителите си. Почти същия. Но дребни, често незабележими промени в произношението, значението на думите, връзките между частите на изречението се промъкват от поколение на поколение, макар всяко следващо поколение да не създава изцяло нов език. С времето дребните промени се натрупват и езикът на далечните предци става много различен, често неразбираем за късните потомци. На Балканите тези промени са особено интензивни. Най-впечатляващият резултат от езиковите контакти е възникването на балканския езиков съюз. Ядрото на този съюз са езиците на народите, влизащи в Първата и Втората българска държава – български, албански и влашки. Редица балканизми навлизат и в гръцкия. Процесите на смяна на езика протичат до края на Османския период. Васил Кънчов пише за ситуацията в Македония:
| „ | Власите са се погръчали, побългаряли, а нейде и поарнаутяли; но обратни случаи са голяма рядкост. Ако влахиня се омъжи за грък, или за българин, обикновено тя се погръча или побългарява. Ако влах се ожени за гъркиня, то цялата му къща бездруго се погръча. Изобщо казано власите в Македония са елемент най-лесен за претапяне, подир тях идат българите, арнаутите и най-упорити в това отношение остаят гърците. | “ |

Според някои автори, рум миллетът съществувал като един исторически (православен) етнос. В този смисъл ромейската общност може да се разбира като „предгражданска нация“. Много черти на ромейската общност напомнят нацията. Членовете ѝ имали общо име – „ромеи“, използвано от всички етнически групи. Тя имала и своя религия – православието, като основен елемент на идентичността ѝ. Тя имала своя територия – Османската империя. Служела си с общ писмен език – гръцкия, който поради употребата му като като литургичен език и като lingua franca до известна степен престанал да бъде език на определена етническа общност. Ромейската общност се състояла и от различни социални класи – гражданство (буржоазия), занаятчии и селячество (орачи, овчари). В състава на гражданството влизал и ромейският административен апарат – патриаршеският клир. Духовенството било „ромейско“ – от различните етнически общности, а не изключително гръцко. Ромейската общност имала и своята християнска културна идентичност. Ромейската литература, написана главно на гръцки, принадлежала на цялата общност, независимо от етническата принадлежност на автора или читателя.
Докъм началото на 19 век балканските народи са солидарни и обединени от православната си вяра. След Великата френска революция (1789 – 1799 г.) през ХІХ век започва възход на национализма в Европа, включително и в Османската империя. Въпреки това поне до 40-те години на ХІХ в. се шири това, което в българската историография се нарича „погърчване“ на интелигенцията, до голяма степен съвпадало с поевропейчването. Дотогава гъркофонните ромеи или гъркоманите разпространявали европейската цивилизация, но не налагали гръцката етническа идентичност. В гръцката завера Филики етерия има много българи от Молдова и Украйна. През 40-те години на 19 в. ромейската общност се разпаднала. Един от многото вътрешни и външни политически и културни фактори несъмнено била реакцията на балканските етнически общности срещу налагането от гъркоезичния елит на френската просвещенска цивилизация. От 40-те години насам по целия полуостров започнала трескава дейност на т.нар. „етнически активисти“, чиято цел била разрушаването на старата ромейска общност и трансформирането на езиковите общности в нации, което довело до признаване на т.нар. булгар миллет.
Итересно е да се отбележи, че при цялата пъстрота от езици, религии и народности в генетично отношение населението на балканските страни е доста еднородно. Това се показва в редица изследвания, като това на Bosch et al. от 2006 г. в което се твърди, че мъжките и женските генетични линии на Балканите обрисуват относително хомогенен пейзаж, пресичащ свободно езиковите граници.